# Оглянись во гневе (пьеса)
«Оглянись во гневе» (англ. Look Back in Anger) — пьеса в трёх действиях, написанная в 1956 году Джоном Осборном. В центре действия пьесы — любовный треугольник, участниками которого являются Джимми Портер, интеллектуал, обладающий вспыльчивым нравом, главный герой пьесы, его жена Элисон и высокомерная подруга жены — Элена Чарльз. На фоне сюжета разыгрывается драма личности Портера. Эта драма породила в английском театре движение «Рассерженные молодые люди».

## Действующие лица
- Джимми Портер
- Элисон Портер
- Клифф Льюис
- Элена Чарлз
- Полковник Редферн

## Постановка
Пьеса была поставлена в Лондоне в 1957 году на сцене Королевского придворного театра. Режиссёр — Тони Ричардсон. Пресса назвала автора сердитым молодым человеком, после чего выражение закрепилось за английским театром 1950-х. В главных ролях в той постановке участвовали Кеннет Хейт, Алан Бейтс и Мэри Юр.
На следующий год постановка перебралась на Бродвей с тем же актерским составом (была заменена исполнительница роли Элены) и продюсером Дэвидом Мерриком. В результате постановка была номинирована на три премии Тони, в том числе «За лучшую женскую роль» (Мэри Юр) и «За лучшую пьесу».

## Экранизации
- 1958 — Оглянись во гневе, режиссёр Тони Ричардсон.
- 1980 — Оглянись во гневе, режиссёр Линдсей Андерсон.